# Gallipoli Calcio 2006-2007
Questa pagina raccoglie le informazioni riguardanti il Gallipoli Calcio nelle competizioni ufficiali della stagione 2006-2007.

## Rosa
| N. |                   | Ruolo | Calciatore             |
| -- | ----------------- | ----- | ---------------------- |
|    | Italia (bandiera) | D     | Marco Ambrogioni       |
|    | Italia (bandiera) | C     | Stefano Bellè          |
|    | Italia (bandiera) | A     | Gianni Califano        |
|    | Italia (bandiera) | C     | Francesco Campolattano |
|    | Italia (bandiera) | C     | Alessandro Carrozza    |
|    | Italia (bandiera) | C     | Giuseppe Casisa        |
|    | Italia (bandiera) | C     | Christian Cimarelli    |
|    | Italia (bandiera) | C     | Daniele Cinelli        |
|    | Italia (bandiera) | A     | Pietro Clemente        |
|    | Italia (bandiera) | C     | Gianluca Di Giulio     |
|    | Italia (bandiera) | D     | Fabio Di Sole          |
|    | Italia (bandiera) | D     | Roberto Franzese       |
|    | Italia (bandiera) | D     | Giammarco Frezza       |
|    | Italia (bandiera) | A     | Giuseppe Giglio        |
|    | Italia (bandiera) | C     | Alfonso Iennaco        |

| N. |                      | Ruolo | Calciatore         |
| -- | -------------------- | ----- | ------------------ |
|    | Italia (bandiera)    | P     | Giovanni Indiveri  |
|    | Italia (bandiera)    | P     | Silvio Lafuenti    |
|    | Francia (bandiera)   | D     | Massimo Lo Monaco  |
|    | Svizzera (bandiera)  | D     | Riccardo Mele      |
|    | Italia (bandiera)    | D     | Antonio Minadeo    |
|    | Italia (bandiera)    | A     | Stefano Morello    |
|    | Italia (bandiera)    | D     | Emanuele Musca     |
|    | Italia (bandiera)    | D     | Alessandro Nigro   |
|    | Italia (bandiera)    | P     | Andrea Panico      |
|    | Italia (bandiera)    | D     | Giovanni Paschetta |
|    | Italia (bandiera)    | D     | Marco Polo         |
|    | Italia (bandiera)    | A     | Luigi Rana         |
|    | Argentina (bandiera) | A     | Juan Manuel Sara   |
|    | Italia (bandiera)    | P     | Joachim Spina      |

## Risultati

### Serie C1

#### Girone di andata
| 3 settembre 2006 1ª giornata | Avellino | 2 – 0 | Gallipoli |  |

| 10 settembre 2006 2ª giornata | Gallipoli | 3 – 2 | Perugia |  |

| 17 settembre 2006 3ª giornata | Salernitana | 4 – 2 | Gallipoli |  |

| 24 settembre 2006 4ª giornata | Gallipoli | 2 – 0 | Giulianova |  |

| 1º ottobre 2006 5ª giornata | Martina | 0 – 1 | Gallipoli |  |

| 8 ottobre 2006 6ª giornata | Cavese | 0 – 0 | Gallipoli |  |

| 15 ottobre 2006 7ª giornata | Gallipoli | 1 – 1 | Taranto |  |

| 22 ottobre 2006 8ª giornata | Foggia | 2 – 0 | Gallipoli |  |

| 29 ottobre 2006 9ª giornata | Gallipoli | 2 – 0 | Lanciano |  |

| 5 novembre 2006 10ª giornata | Ancona | 2 – 1 | Gallipoli |  |

| 12 novembre 2006 11ª giornata | Gallipoli | 2 – 1 | Teramo |  |

| 19 novembre 2006 12ª giornata | Juve Stabia | 1 – 1 | Gallipoli |  |

| 26 novembre 2006 13ª giornata | Gallipoli | 1 – 2 | Ternana |  |

| 3 dicembre 2006 14ª giornata | Ravenna | 1 – 2 | Gallipoli |  |

| 10 dicembre 2006 15ª giornata | Gallipoli | 2 – 1 | Manfredonia |  |

| 17 dicembre 2006 16ª giornata | San Marino | 1 – 2 | Gallipoli |  |

| 23 dicembre 2006 17ª giornata | Gallipoli | 1 – 2 | Sambenedettese |  |

#### Girone di ritorno
| 14 gennaio 2007 18ª giornata | Gallipoli | 2 – 2 | Avellino |  |

| 21 gennaio 2007 19ª giornata | Perugia | 3 – 0 | Gallipoli |  |

| 28 gennaio 2007 20ª giornata | Gallipoli | 1 – 0 | Salernitana |  |

| 4 febbraio 2007 21ª giornata | Giulianova | 2 – 2 | Gallipoli |  |

| 11 febbraio 2007 22ª giornata | Gallipoli | 0 – 1 | Martina |  |

| 18 febbraio 2007 23ª giornata | Gallipoli | 0 – 3 | Cavese |  |

| 25 febbraio 2007 24ª giornata | Taranto | 1 – 1 | Gallipoli |  |

| 4 marzo 2007 25ª giornata | Gallipoli | 1 – 1 | Foggia |  |

| 18 marzo 2007 26ª giornata | Lanciano | 3 – 2 | Gallipoli |  |

| 25 marzo 2007 27ª giornata | Gallipoli | 0 – 2 | Ancona |  |

| 1º aprile 2007 28ª giornata | Teramo | 0 – 2 | Gallipoli |  |

| 7 aprile 2007 29ª giornata | Gallipoli | 1 – 2 | Juve Stabia |  |

| 15 aprile 2007 30ª giornata | Ternana | 0 – 2 | Gallipoli |  |

| 22 aprile 2007 31ª giornata | Gallipoli | 1 – 1 | Ravenna |  |

| 29 aprile 2007 32ª giornata | Manfredonia | 2 – 1 | Gallipoli |  |

| 6 maggio 2007 33ª giornata | Gallipoli | 1 – 0 | San Marino |  |

| 13 maggio 2007 34ª giornata | Sambenedettese | 4 – 2 | Gallipoli |  |